# Шестое правительство Бриана
Шестое правительство Бриа́на — кабинет министров, правивший Францией 95 дней с 12 декабря 1916 года по 17 марта 1917 года, в период Третьей французской республики, в следующем составе:
- Аристид Бриан — председатель Совета министров и министр иностранных дел;
- Убер Лиоте — военный министр;
- Альбер Тома — министр вооружения и военного производства;
- Луи Мальви — министр внутренних дел;
- Александр Рибо — министр финансов;
- Этьен Клементель — министр торговли, промышленности, труда, условий социального обеспечения, сельского хозяйства, почт и телеграфов;
- Рене Вивиани — министр юстиции, общественного развития и искусств;
- Люсьен Лаказ — морской министр;
- Эдуар Эррио — министр поставок, общественных работ и транспорта;
- Гастон Думерг — министр колоний.

Изменения
- 15 марта 1917 — Люсьен Лаказ наследует Лиоте как и. о. военного министра.